# Бијело Бучје (Травник)
Бијело Бучје је насељено место у Босни и Херцеговини у општини Травник. Административно припада Федерацији Босне и Херцеговине, односно њеном Средњобосанском кантону. Према попису становништва из 2013. у насељу је било 739 становника, а већинску популацију чинили су Бошњаци.

## Становништво
По последњем службеном попису становништва из 2013. године у овом насељу живело је 739 становника, а село је било етнички хомогено са већинском бошњачком популацијом.
| Националност | 2013. | 1991.        | 1981.        | 1971.        |
| Бошњаци      | —     | 674 (72,94%) | 672 (76,19%) | 546 (72,03%) |
| Хрвати       | —     | 5 (0,54%)    | 0            | 2 (0,26%)    |
| Срби         | —     | 180 (19,48%) | 190 (21,54%) | 196 (25,86%) |
| Југословени  | —     | 2 (0,21%)    | 7 (0,79%)    | 0            |
| Роми         | —     | 0            | 13 (1,47%)   | 10 (1,32%)   |
| остали       | —     | 63 (6,82%)   | 0            | 4 (0,53%)    |
| Укупно       | 739   | 924          | 882          | 758          |